# Lyonia nipensis
Lyonia nipensis är en ljungväxtart. Lyonia nipensis ingår i släktet Lyonia och familjen ljungväxter.

## Underarter
Arten delas in i följande underarter:
- L. n. depressinerva
- L. n. nipensis